# Adílson Warken
Adílson Warken, noto come Adílson (Bom Princípio, 16 gennaio 1987), è un ex calciatore brasiliano, di ruolo centrocampista.

## Caratteristiche tecniche
Giocava come centrocampista difensivo.

## Carriera

### Club
Adílson cominciò la sua carriera nel Caxias, attirando l'attenzione del Grêmio, che lo acquistò; al club di Porto Alegre venne accostato a Lucas Leiva, sia per somiglianza fisica che tattica.
Diversi infortuni caratterizzarono il 2007, anno in cui venne promosso in prima squadra. All'inizio del 2008, Adílson giocò da titolare alcune partite, ma presto venne accantonato per la scarsa resistenza fisica.. Per il resto della stagione, non ebbe molte opportunità, e giocò l'ultima fase del campionato; dal 2009 è titolare.
Il 1º gennaio 2012 viene ufficializzato il suo acquisto per 1,2 milioni di euro da parte della squadra russa del Terek Groznyj.

## Palmarès

### Club

#### Competizioni statali
- Campionato Gaúcho: 1

Grêmio: 2007